# Velodona
Velodona is een geslacht van inktvissen uit de familie van Megaleledonidae.

## Soorten
- Velodona togata Chun, 1915